# Phora crinitimargo
Phora crinitimargo är en tvåvingeart som beskrevs av Goto 1985. Phora crinitimargo ingår i släktet Phora och familjen puckelflugor. Inga underarter finns listade i Catalogue of Life.